# Azerbaidjan Iranià
L'Azerbaidjan iranià és el territori nacional dels àzeris sota sobirania de l'Iran. És format per tres províncies: Azerbaidjan Occidental, Azerbaidjan Oriental, Província d'Ardabil, Zanjan.
Té una superfície de 100.081 km² i una població de 5.990.000 habitants (1989). Els àzeris s'estenen, a més a més, per una àrea addicional d'uns 10.000 km² i 1.500.000 habitants, repartits entre les províncies de Hamadan, Arak, Saveh, Khorasan Septentrional i Teheran. La capital del territori és Tabriz (1.089.000 h), i altres ciutats importants són Khoy (50.000 h) i Ardabil (853.000 h).
Tot i que tenen els seus propis dirigents musulmans nacionals (aiatol·làs), oficialment gaudeixen d'una petita autonomia regional "tribal" que no té poder efectiu i on qualsevol manifestació nacionalista és severament reprimida.
El 1996 es van unir sis formacions polítiques de la regió (entre les quals, l'antic Front per la Independència Nacional de l'Azerbaidjan Meridional) per formar el Moviment d'Alliberament Nacional de l'Azerbaidjan Meridional, dirigit per Piruz Dilenchy, acusat de ser un agent de Turquia. També es va tenir notícia, l'11 de juliol del 1999, que a Tabriz es va produir una manifestació d'estudiants de teologia en demanda de llibertats i en favor del recentment elegit diputat Mahmood-Ali Chehregani, defensor dels drets dels àzeris i contrari a la persianització, rebutjat per les autoritats iranianes que l'acusaven de torturador, així com una protesta per la violència a Teheran, que provocà un mort.